# Личартовце
Личартовце (слч. Ličartovce) насељено је мјесто са административним статусом сеоске општине (слч. obec) у округу Прешов, у Прешовском крају, Словачка Република.

## Становништво
| Година:    | 1994. | 2004.   | 2014.   | 2024.   |
| ---------- | ----- | ------- | ------- | ------- |
| Број људи: | 956   | 947     | 974     | 972     |
| Разлика:   |       | -0,94 % | +2,85 % | -0,20 % |

| Година:    | 2023. | 2024.   |
| ---------- | ----- | ------- |
| Број људи: | 960   | 972     |
| Разлика:   |       | +1,25 % |

Према подацима о броју становника из 2024. године насеље је имало 972 становника.